# Leironotus
Leironotus — подрод жуков-тускляков из семейства жужелиц и подсемейства харпалин (Harpalinae).

## Виды
К этому подроду относятся 7 видов:
- Amara albarracina Hieke, 1984
- Amara glabrata Dejean, 1828
- Amara oertzeni Hieke, 1984
- Amara ooptera (Putzeys, 1865)
- Amara rotundicollis (Schaufuss, 1862)
- Amara schweigeri Hieke, 1997
- Amara weiratheri Baliani, 1935